# Hendrik von Kuenheim
Hendrik von Kuenheim (* 24. Mai 1959 in Hannover) war bei der BMW Group als Senior Vice President Region Asien, Pazifik und Südafrika tätig. Neben seiner Funktion als Regionalleiter Region Afrika, Russland, Importmärkte Osteuropa und Mittlerer Osten verantwortet er derzeit die Region Asien/Pazifik.

## Leben und Karriere
Hendrik von Kuenheim ist der Sohn von Eberhard von Kuenheim und Theda, geborene Camp von Schönberg.
Er erwarb 1983 nach seiner Ausbildung im Hotel Vier Jahreszeiten in München ein Diplom als Hotelkaufmann für Finanzwesen und Verwaltung im Bereich Hotelmanagement in München sowie 1985 ein Diplom in Hotelmanagement an der Cornell University, Ithaca. Er trat 1985 als Trainee im Bereich Vertrieb in die Firma BMW in San Francisco ein. 1986 wurde er als Hafenbetriebsmanager nach Long Beach versetzt, wo er den Fahrzeugversand überwachte. Nach einer Zeit als Verkaufsleiter im Mittleren Westen der USA (Los Angeles, Cincinnati, Chicago, 1986–1990) sowie als Vertriebsleiter internationales Flottengeschäft in München (1991–1993) übersiedelte er in die Vereinigten Arabischen Emirate. Nach dem ersten Golfkrieg unterstützte er BMW in Dubai als Leiter der Vertriebsregion von beim Ausbau einer Präsenz im Mittleren Osten (1994–1998). Danach übernahm er die Leitung von BMW Kanada (1998–2004) und anschließend von BMW Spanien (2004–2007).
Von 2008 bis 2012 leitete von Kuenheim BMW Motorrad. In dieser Zeit wurden u. a. der wassergekühlte Boxer-Motor und die klassische R9T Baureihe entwickelt.
2012 wurde er zum Ober-Vizepräsidenten der Region Asien, Pazifik und Südafrika, München gewählt. Seit Februar 2019 verantwortet er die Region Asien/Pazifik neben seiner Funktion als Regionalpräsident Region Afrika, Russland, Importmärkte Osteuropa und Mittlerer Osten.
Nach seinem Ausscheiden bei BMW 2022 bringt er seine Erfahrungen bei der Wiederbelebung der englischen Traditionsmarke Norton Motorcycles ein. Norton gehört zur Indischen TVS Motor Company. Während von Kuenheims Führung bei BMW Motorrad wurde TVS Produktionspartner für Motorräder kleiner 500 ccm Hubraum.
Von Kuenheim ist verheiratet, hat zwei Kinder und lebt in München.